# Пам'ятник Іванові Франку (Чортків)
Пам'ятник Іванові Франку — пам'ятник поету, громадському діячу Іванові Франку, встановлений у м. Чортків на Тернопільщині, який було згодом зруйновано.
Розташовувався на території Чортківського медичного училища (нині державний медичний коледж).
Оголошений пам'яткою монументального мистецтва місцевого значення, охоронний номер 906.

## Історія
Пам'ятник встановлено 1959 року в місті Чортків Тернопільської області. Під державну охорону взятий рішенням № 147 виконкому Тернопільської обласної ради від 22 березня 1971 року.

## Сучасний стан
На даний час відомо, що пам’ятник Іванові Франку було демонтовано комунгоспом, на балансі якого він перебував. Дата та обставини демонтажу, а також місце знаходження пам’ятника невідомі.